# Чиголе
Чиголе, Чиґоле (італ. Cigole) — муніципалітет в Італії, у регіоні Ломбардія, провінція Брешія.
Чиголе розташоване на відстані близько 430 км на північний захід від Рима, 80 км на схід від Мілана, 25 км на південь від Брешії.
Населення — 1577 осіб (2014).
Щорічний фестиваль відбувається 11 листопада. Покровитель — святий Мартин.

## Демографія
Населення за роками:

Станом на 1 січня 2023 року в муніципалітеті офіційно проживали 144 іноземці з 12 країн, серед них 18 громадян країн Євросоюзу та 15 громадян України.

## Сусідні муніципалітети
- Лено
- Манербіо
- Мільцано
- Павоне-дель-Мелла
- Сан-Джервазіо-Брешіано